# Georges Duplat
Georges François Duplat (Sint-Joost-ten-Node, 25 oktober 1882 - Etterbeek, 16 oktober 1954) was een Belgisch volksvertegenwoordiger.

## Levensloop
Duplat promoveerde tot doctor in de rechten en tot doctor in de politieke en sociale wetenschappen. Hij werd advocaat in Brussel. Van 1912 tot 1914 was hij voorzitter van het Vlaams Pleitgenootschap bij de Balie te Brussel. Hij werd ook redacteur bij Het Nieuws van de Dag, een krant waar hij en zijn familie nauw mee verbonden waren.
In mei 1919 volgde hij de overleden Jean de Jonghe d'Ardoye op als katholiek volksvertegenwoordiger voor het arrondissement Brussel. Hij behield het mandaat slechts tot aan de wetgevende verkiezingen van november 1919.
Hij was ook gemeenteraadslid van Brussel, van 1919 tot 1926.

## Pers
Voor de Eerste Wereldoorlog publiceerde hij veel over juridische onderwerpen, vooral over zaken die de pers aanbelangden. Hij was immers getrouwd met Maria Huyghe, dochter van Jan Huyghe (1856-1906), de stichter van het Brusselse dagblad Het Nieuws van de Dag (1885-1965). Hij stond de weduwe Huyghe, geboren Maria de Myttenaere (overleden in 1932) en nadien haar zus Georgina De Myttenaere bij, die na de vroege dood van Huyghe opeenvolgend de leiding namen. Het boek dat hij over de pers schreef was lang een standaardwerk en is nog steeds te koop, in de formule 'on demand'.
Op het Congres van de Belgische pers in 1912 in Oostende, bracht hij kritiek uit op de grote bedragen voor morele schadevergoeding die door rechtbanken en hoven werden toegekend ten nadele van persorganen en van individuele journalisten. 
In 1940 onderhandelde hij, namens zijn vrouw die de leiding over het blad had genomen, met de Duitse bezetter over het verder verschijnen van het Nieuws van de Dag. Nadien verdween hij uit de krant, toen hij en zijn vrouw uit elkaar gingen. De krant werd na de oorlog geleid door hun zoon, advocaat Jan Duplat (1909-2000), en dit tot aan de opslorping ervan door De Standaard - Het Nieuwsblad. Jan Duplat was getrouwd met Yvonne Colson (1912-2001) en ze kregen negen kinderen, van wie de oudste, advocaat Jean-Louis Duplat (1937), voorzitter werd van de Handelsrechtbank van Brussel, gedurende twaalf jaar voorzitter was van de Belgische Bankcommissie en voorzitter van Child Focus.

## Publicaties
- Le journal. Sa vie juridique, ses responsabilités civiles, Parijs, 1909.
- La critique et le droit. Etude de philosophie juridique. in: Revue catholique de droit, 1908.
- La politique scolaire en Hollande, in: La Revue générale, 1910.
- Le jury civil en matière de presse, Leuven, 1913.
- Le cours de religion a l'école primaire. Le droit des chefs de famille,  Brussel, 1913.
- La classe moyenne. Son role social, son action politique, sa situation économique, les reformes urgente, Brussel, 1914.
- La loi scolaire de 1914 et ses nouvelles applications, Brussel, 1914.
- Le Président Wilson et son programme politique, in: La Revue générale", 1914.
- Les classes moyennes pendant la crise, Brussel, 1915.
- Le journal. Sa vie juridique, ses responsabilites civiles. Le droit de réponse, Brussel, 1929.